# Poison Prince
«Poison Prince» — перший сингл дебютного студійного альбому шотландської авторки-виконавиці Емі Макдональд — «This Is the Life». Сингл вийшов 7 травня 2007.

## Список композицій
CD-сингл
1. "Poison Prince" – 3:28
2. "Rock Bottom" – 3:44

Цифрове завантаження
1. "Poison Prince" – 3:28
2. "Footballer's Wife" – 5:06
3. "Rock Bottom" – 3:44

CD-сингл (Німеччина, 2009)
1. "Poison Prince" – 3:28
2. "Poison Prince (музичне відео)"

## Чарти
| Чарт (2007)                                                  | Позиція |
| ------------------------------------------------------------ | ------- |
| Велика Британія (UK Singles Chart) (Official Charts Company) | 136     |
| Чарт (2008)                                                  | Позиція |
| Ререліз                                                      |         |
| Швейцарія (Schweizer Hitparade)                              | 58      |
| Велика Британія (UK Singles Chart) (Official Charts Company) | 148     |
| Чарт (2009)                                                  | Позиція |
| Німеччина (GfK Entertainment Charts)                         | 66      |